# جغرافيا نيبال
| \| \|                           | |
| القارة                          | آسيا |
| المنطقة                         | |
| إحداثيات جغرافية                | 33°00'N 80°00' E                                                                                                |
| المساحة                         | 147,181 كم² (93)                                                                                                |
| الشريط الساحلي                  | |
| الحدود الأرضية                  | |
| الدول المجاورة وطول الحدود معها | الحُدود الإجمالية: 2,926 كـم (1,818 ميل) جمهورية الصين الشعبية: 1,236 كـم (768 ميل) الهند: 1,690 كـم (1,050 ميل) |
| أعلى نقطة                       | جبل إفرست 8,848 م (29,029 قدم)                                                                                  |
| أدنى نقطة                       | |
| فرق التوقيت                     | |
|                                 | |

تمتد النيبال حوالي 800 كيلومتر (497 ميل) على طول محور جبال الهيمالايا من قبل 150-250 كيلومتر (93-155 ميل). نيبال تبلغ مساحتها بشكلٍ إجمالي 147181 كيلومتر مربع (56827 ميل مربع). تحد الهند دولة النيبال من ثلاثة جهات في الجنوب والغرب والشرق، وتحدها منطقة التبت من الشمال، وهي مقاطعة صينية تتمتع بحكم ذاتي، وتفصل بينها وبين بنغلاديش ممر ضيق من الأراضي الهندية وهو ممر سيليجري، النيبال تعتمد على الهند في نقل البضائع المستوردة، وكذلك بالنسبة لمعظم السلع المستوردة من الصين.

## الجغرافيا
بالرغم من أن النيبال دولة صغيرة في مساحتها مقارنةً بجيرانها، إلا أنها تتميز بتنوع جغرافي هائل، ترتفع الأراضي إلى 59 متراً (194 قدم) وتبلغ 90 قمة فوق خط الثلج الدائم بما في ذلك جبل إيفرست الذي يُعتبر أعلى قمة في الكرة الأرضية والذي يقع في الحدود النيبالية والصينية.